# Milieujaarverslag
Een milieujaarverslag (MJV) is een verslag van bedrijven over hun milieuprestaties. Deze wordt per jaar uitgebracht. In het verslag van elk bedrijf is te vinden wat de uitstoot van schadelijke stoffen naar lucht en water is, hoeveel afvalstoffen er zijn afgevoerd en wat er gebeurt met klachten van omwonenden over stank en geluid. Het milieujaarverslag is in 1999 ingevoerd als bundeling van verschillende milieurapportages die bedrijven aan de overheid moesten leveren. In januari 2002 is het elektronisch milieujaarverslag (e-MJV) ingevoerd. 
Een aantal bedrijven in Nederland moeten jaarlijks een milieujaarrapportage indienen bij de bevoegde instantie. De volgende gronden zijn hiervoor van toepassing:
- het Besluit milieuverslaglegging (MJV);
- de afspraken in het kader van het Doelgroepbeleid Milieu en Industrie (DMI);
- de PRTR wet- en regelgeving;
- de meerjarenafspraken energie-efficiency (MJA2);
- het Oplosmiddelenbesluit;
- individuele afspraken tussen vergunningverlener en bedrijf.